# Miami-Dade County
Miami-Dade je okres (county) amerického státu Florida založený v roce 1836. Správním střediskem je město Miami. Leží na samotném jihu Floridy. V roce 2020 v okrese žilo přibližně 2,7 milionu obyvatel a šlo tak o nejlidnatější okres Floridy a sedmý nejlidnatější okres v celých Spojených státech amerických. Z hlediska rozlohy je třetí největším okresem na Floridě. 
Celková rozloha okresu čítá 6 300 km2 a je tak větší než americké státy Delaware a Rhode Island. V okresu leží Miamský přístav, Mezinárodní letiště v Miami, Univerzita v Miami nebo Floridská mezinárodní univerzita. Většinu obyvatel okresu tvoří Hispánci, přičemž v roce 2020 šlo o nejlidnatější okres, ve kterém většinu obyvatelé tvoří právě Američané hispánského a latinskoamerického původu. 
V okresu se nachází celkem 34 měst, 38 míst určených ke sčítání lidu a zasahují sem dva národní parky (Národní park Everglades a Národní park Biscayne). Poprvé bylo území okresu obydleno již nejméně před 12 tisíc lety, když jej osídlili původní Američané. Svůj název nese po městě Miami a vojákovi Francisovi L. Dadeovi. Okres leží v nadmořské výšce pouhých 1,8 m n. m. a je jedinou pozemní přístupovou oblastí na ostrovy Florida Keys. Asi 68 mil od Miami leží West Palm Beach a 30 mil od Fort Lauderdale. 

## Sousední okresy
- Broward County – sever
- Monroe County – jihozápad
- Collier County – severozápad